# Ana Egmondska-Burenska
Ana Egmondska, najbolj znana kot Ana grofica Burenska  (Grave, marec 1533 – Breda, 24. marec 1558 ), grofica Burenska, Lingenska in Leerdamska; gospa IJsselsteinska, Borsselejska, Grave-jska, Cranendonška, Eindhovenska, Jaarsveldska, Kortgenejska, Sint-Maartensdijška in Odijška, je bila edina hči Maksimilijana Egmontskega in France Lannoy-ske in je bila prva žena Viljema Oranskega.
Po smrti očeta Maksimilijana leta 1548 je Ana postala nova grofica Burenska. Njegova dedinja Ana je po smrti svojega očeta postala tudi grofica Lingenska in lastnica grofije Lingen. Ko se je leta 1551 želela poročiti s knezom Viljemom Oranškim, je cesar Karel V. privolil v to poroko le pod pogojem, da mu je bila prodana grofija Lingen, ki jo je prej podelil njenemu očetu. Grofija je bila tako leta 1550 prodana cesarju Karlu V. za 120.000 goldinarjev. Na smrtni postelji je Maksimilijan že uredil poroko med njo in Viljemom. Poroka je bila sklenjena 8. julija 1551, s katero je Viljem prejel naziv grof Burenski. Poleg tega je Ana ostala upravičena do dediščine in Viljem zato ni mogel zahtevati posesti grofije. Po poroki sta zakonca odšla živet na grad v Bredi.
V zakonu so se rodili trije otroci:
- Marija Nassauska (1553-1554)
- Filip Viljem (1554-1618)
- Marija Nassauska (1556-1616)

Par bi moral leta 1558 odpotovati v Dillenburg, a je Ana zbolela in je bilo potovanje odpovedano. Umrla je marca zaradi zapletov bolezni, stara 25 let. Pokopana je v kripti pod mavzolejem Engelbrehta II. Nassauskega v Grote Lieve Vrouwe Kerk v Bredi. Grofijo Buren je podedoval njen sin Filip Viljem.
Pisma, ki sta si jih Viljem in Ana napisala, kažejo, da je bil zakon dober. Vzdevek, ki ga je princ imel za svojo ženo, je bil Tanneke.
Kip Viljema Oranskega in Ane Burenske stoji pred cerkvijo sv. Lamberta v Burenu.